# Pontonier-Fahrverein der Stadt Bern

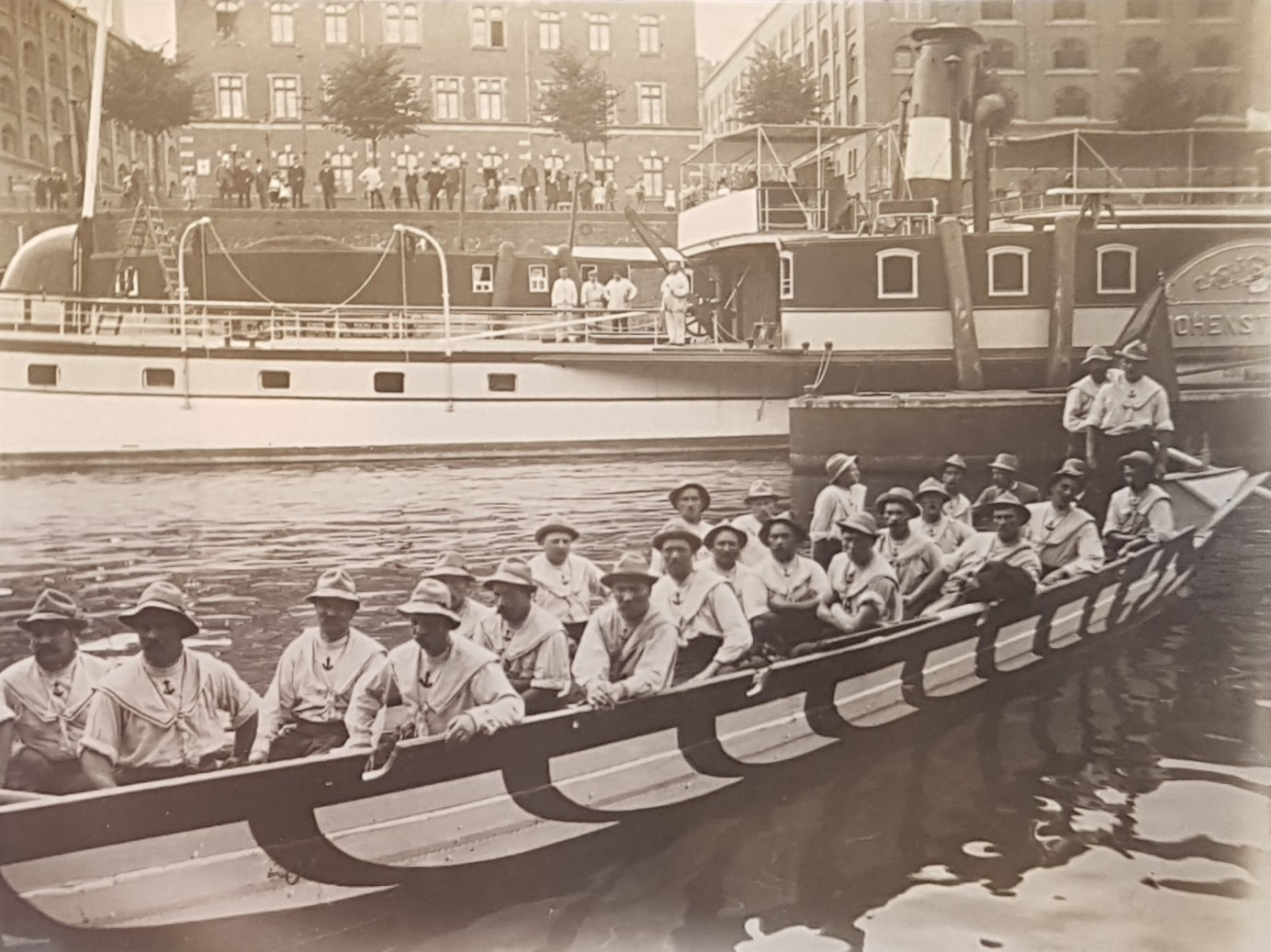
Der Pontonier-Fahrverein der Stadt Bern auf einer Rhein-Fernfahrt im Kölner Hafen vor dem Dampfer Hohenstaufen (1911)

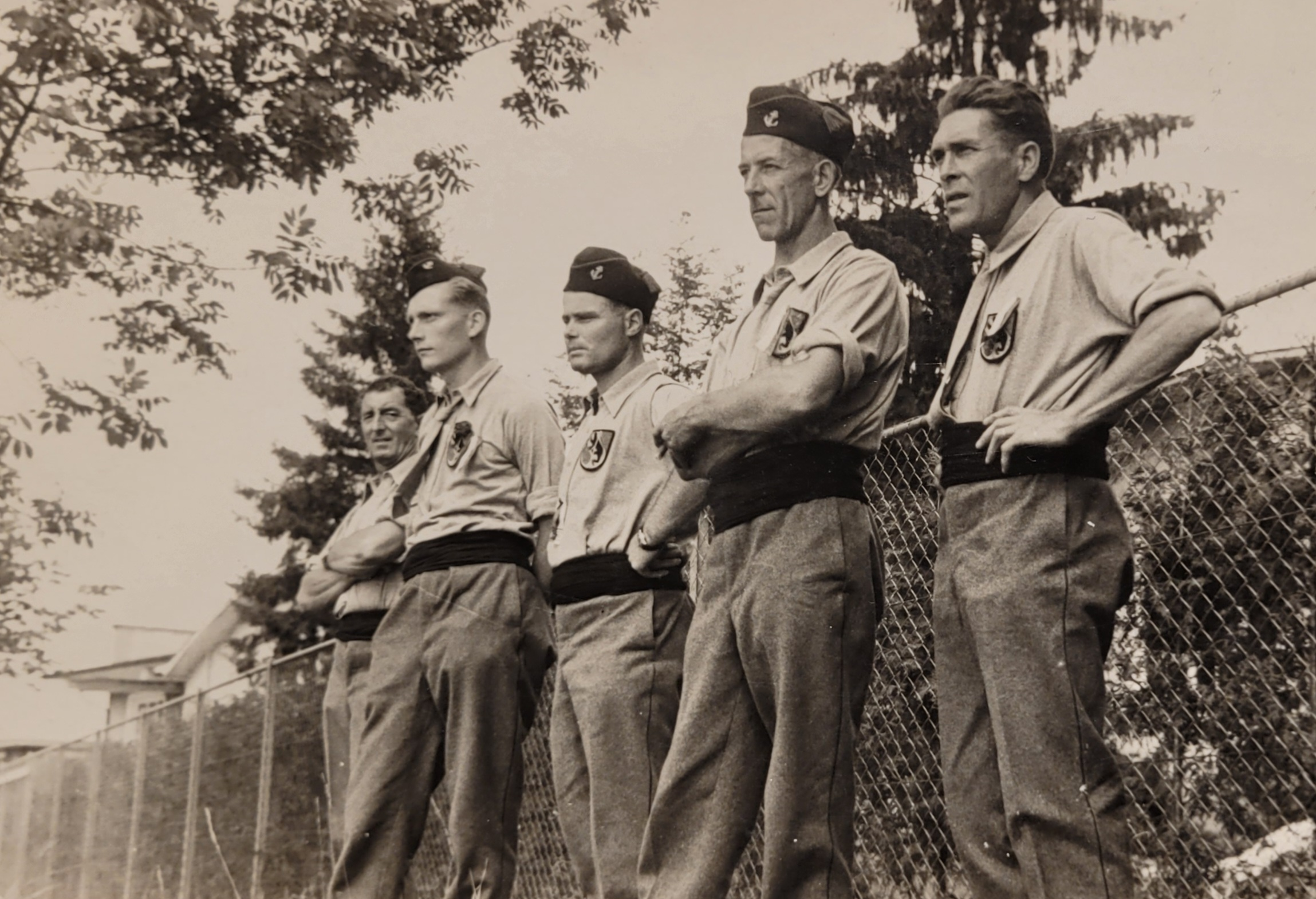
Berner Pontoniere am eidg. Pontonierwettfahren in Schönenwerd (1943)

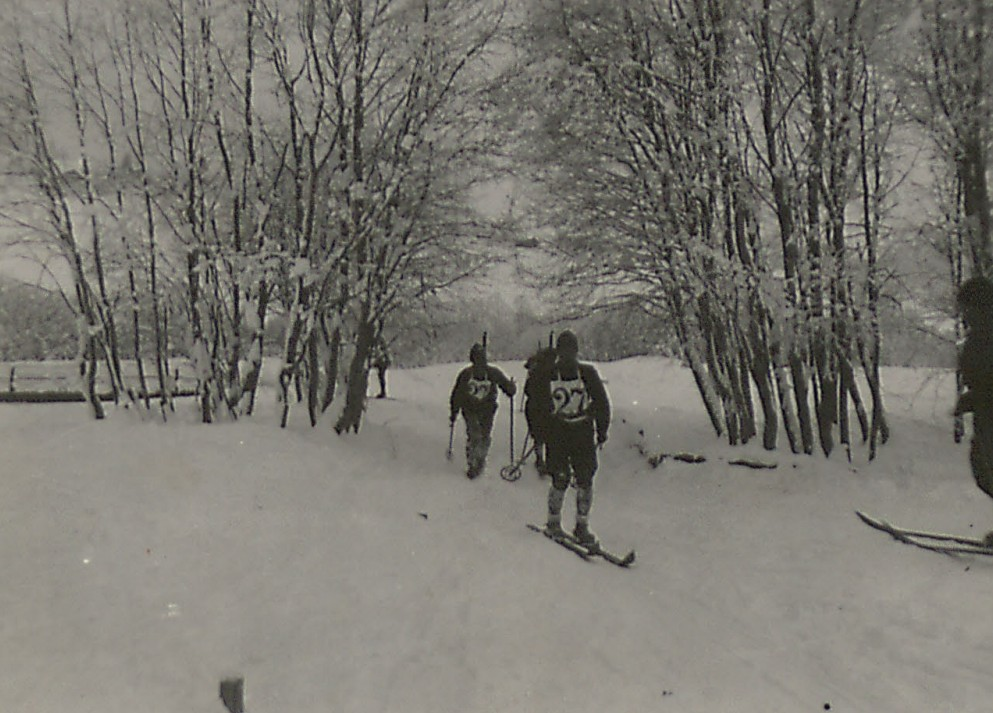
Die Pontonier-Patrouille IV/1 (Mitglieder der Skibande Ankerrödu) am XVII. Grossen Skirennen der Schweiz am 27./28. Januar 1923 in Grindelwald

Der Pontonier-Fahrverein der Stadt Bern ist ein 1876 in Bern gegründeter Pontoniersport-Verein in Bern.

## Geschichte
Als Pontoniere der Schweizer Armee wurden im 18. und 19. Jahrhundert vorwiegend Flösser, Fischer, Schiffer und Bauhandwerker eingesetzt, in Bern im Besonderen Bewohner der Matte und des Marzili. Seit dem frühen 18. Jahrhundert war der Berner Schwellenmeister für die Kriegsbrücken zuständig, die Gesellschaft zu Schiffleuten war angehalten, Schiffer für das Rüsten von Schiffsbrücken zu entsenden. Um 1860 bildete sich in Bern ein erster Pontonierverein. Für das Jahr 1871 ist belegt, dass der Pontonierverein Bern ein Jahresfest mit Aarefahrt für die Bevölkerung abhielt. Auf Initiative des Kantonalbernischen Genievereins wurde 1876 der Pontonier-Fahrverein der Stadt Bern als erster, durch das Eidgenössische Militärdepartement unterstützte Pontonierfahrverein der Schweiz gegründet, mit dem Ziel, die ausserdienstliche Ausbildung und Gewinnung von Nachwuchs zu fördern. Das war die eigentliche Geburtsstunde des Pontoniersports in der Schweiz.
Der Pontonier-Fahrverein in Bern unterhielt zeitweise eine Schiesssektion (ab 1908), eine Gesangssektion und eine Veteranensektion, die 1920 gegründete Skisektion Skibande Ankerrödu kümmert sich im Winterhalbjahr um sportliche Veranstaltungen.

## Skibande Ankerrödu
Mit dem Aufkommen des Skisports in der Schweiz betätigten sich auch die Berner Pontoniere im Skifahren, für 1910 ist eine Teilnahme am Skirennen in Grindelwald belegt. 1920 gründeten einige Berner Pontoniere auf Initiative Alfred Kasers die Skibande Ankerrödu mit dem Ziel, auch im Winterhalbjahr, wenn die Boote in den Zeughäusern der Armee eingelagert sind, sich sportlich betätigen zu können. Die Skibande darf seit 1920 im Winter die Birrehütte (Alphütte) im Gantrischgebiet für ihre sportlichen Aktivitäten nutzen. Die Skisektion gehörte in früheren Jahren dem Schweizerischen Skiverband an. Mitglieder der Skibande nahmen regelmässig an Militärpatrouillenläufen teil, das beste Resultat der Gruppe unter der Leitung von Otto Küenzi war der 2. Rang am Nationalen Militärpatrouillenlauf am XX. Grossen Skirennen in Wengen 1926 in der Leichten Kategorie.

## Personen
- Karl Schneider (1886–1979), Kartograf, Direktor Landestopographie, Oberstbrigadier, Ehrenmitglied
- Otto Küenzi (1892–1950)[8], Eisenhändler, Kommandant des Pontonierbataillons 2, Ehrenmitglied